# 27. Dezember
Der 27. Dezember ist der 361. Tag des gregorianischen Kalenders (der 362. in Schaltjahren), somit bleiben vier Tage bis zum Jahresende.

## Ereignisse

### Politik und Weltgeschehen
- 1253: Der flämische Forschungsreisende Wilhelm von Rubruk erreicht die mongolische Hauptstadt Karakorum, wo er sich mit seinen Begleitern mehrere Monate am Hof des Großkhans Möngke Khan aufhalten darf.
- 1428: In der Zeit der Hussitenkriege besiegen Hussiten in der Schlacht bei Altwilmsdorf im Glatzer Land das Truppenaufgebot des Münsterberger Herzogs Johann I.
- 1512: In den Leyes de Burgos regelt Spanien gesetzlich den Umgang mit der indigenen Bevölkerung in den spanischen Kolonien der Neuen Welt. Das neue Recht verlangt deren Teilnahme an der Katechese, ächtet Bigamie und behält das Gewaltmonopol den spanischen Beamten vor.

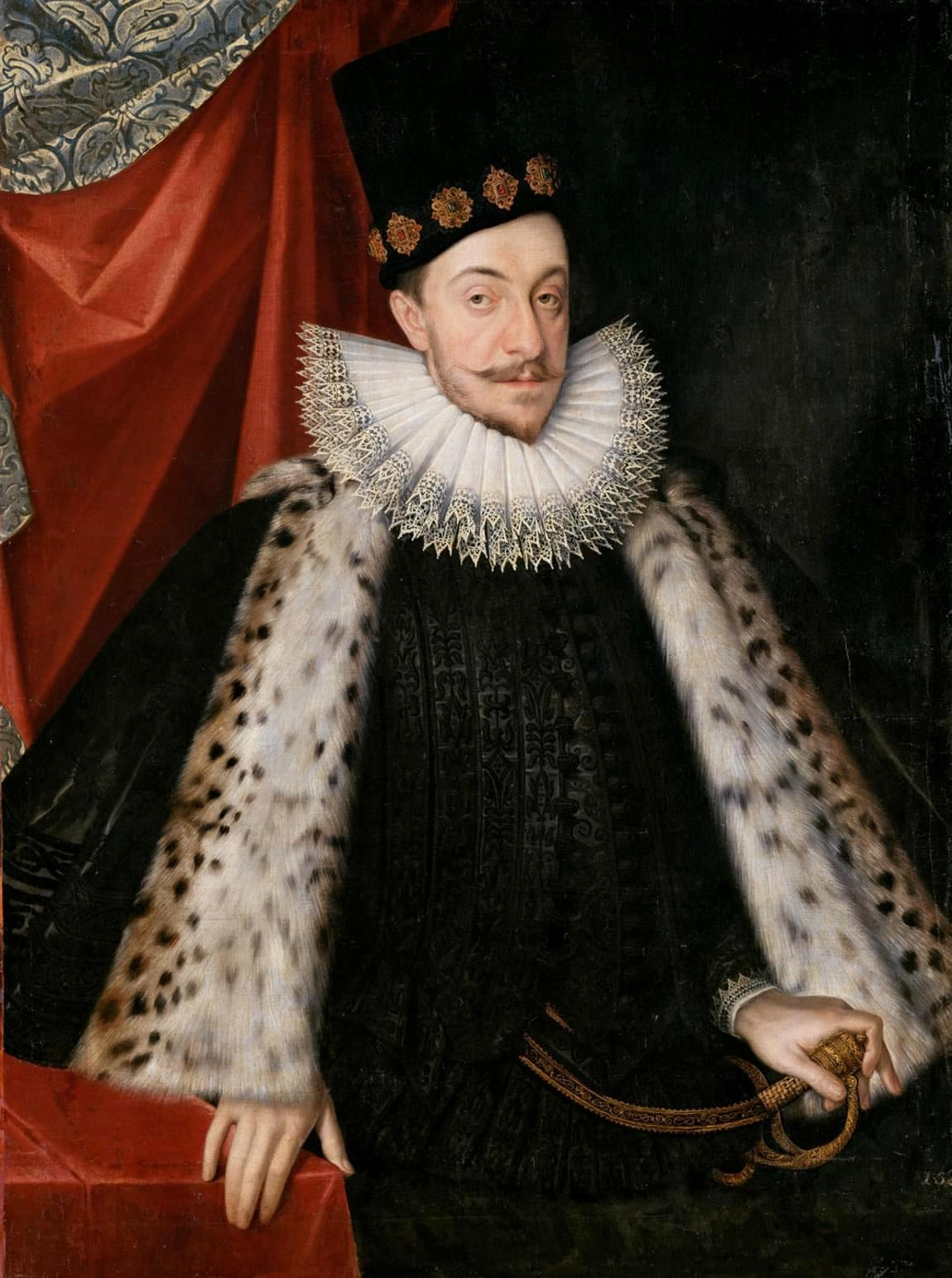
1587: Sigismund III. Wasa

- 1587: In Krakau wird Sigismund III. Wasa zum polnischen König gekrönt.
- 1594: Jean Châtel verübt ein Messerattentat auf den französischen König Heinrich IV., das der Regent verletzt übersteht. Der Anschlag führt zur Vertreibung der Jesuiten aus Frankreich.
- 1637: Im Shimabara-Aufstand besiegen rebellierende japanische Bauern ein Heer von 3.000 Samurai.
- 1794: Die französische Revolutionsarmee dringt unter dem Kommando Jean-Charles Pichegrus in die Republik der Sieben Vereinigten Niederlande ein, die trotz erklärter Neutralität im Ersten Koalitionskrieg weiterhin als wichtiger Geldgeber für Großbritannien fungiert hat.

1796: Flagge der Cispadanischen Republik

- 1796: In Norditalien wird unter dem Eindruck der französischen Revolution die Cispadanische Republik als französische Tochterrepublik gegründet.
- 1848: Märzrevolution: Die Frankfurter Nationalversammlung setzt das Reichsgesetz betreffend die Grundrechte des deutschen Volkes in Kraft. Es bildet später das Kernstück der Paulskirchenverfassung.
- 1851: Die Royal Navy beschießt die nigerianische Insel Lagos und vertreibt König Kosoko, um der Sklaverei ein Ende zu machen. Lagos wird Flottenstützpunkt, Zufluchtsort für entflohene Sklaven und Ausgangspunkt für die Kolonisierung Nigerias. Kosokos Bruder wird König von Lagos, Großbritannien eröffnet ein Konsulat auf der 3 km2 großen Insel; es beginnt die Periode des „Konsulats“.
- 1870: Auf den spanischen Ministerpräsidenten Juan Prim wird ein Anschlag verübt, als dieser eine Parlamentssitzung verlässt. Prim stirbt drei Tage später an den Verletzungen.
- 1918: Der Posener Aufstand beginnt. Die Polen in der preußischen Provinz Posen kämpfen militärisch für eine Eingliederung ihrer Region in die Zweite Polnische Republik.

1949: Flagge Indonesiens

- 1949: Indonesien erlangt die Unabhängigkeit von den Niederlanden.
- 1959: Per Referendum entscheiden sich die Bewohner des aus zwei Inselgruppen im Südpazifik bestehenden französischen Protektorats Wallis und Futuna für den künftigen Status eines französischen Überseegebiets.
- 1979: Sowjetische Invasion in Afghanistan: In der Operation Storm-333 wird Präsident Hafizullah Amin liquidiert und durch Babrak Karmal ersetzt.
- 1985: Bei einem Terroranschlag am Flughafen Wien-Schwechat werden drei vor dem Schalter der israelischen Fluggesellschaft El Al wartende Passagiere getötet und mehr als dreißig teils schwer verletzt. Gleichzeitig findet ein Anschlag auf den Flughafen Rom-Fiumicino statt, bei dem 15 Menschen ums Leben kommen. Für beide Anschläge übernimmt die Abu-Nidal-Organisation die Verantwortung.
- 2007: Die ehemalige pakistanische Ministerpräsidentin Benazir Bhutto wird bei einem Attentat in Rawalpindi getötet.
- 2008: Die israelischen Streitkräfte beginnen mit der Operation Gegossenes Blei gegen Einrichtungen und Mitglieder der Hamas im Gazastreifen. Die Militäraktion im Nahostkonflikt dauert bis zum 18. Januar 2009.
- 2024: Bundespräsident Frank-Walter Steinmeier löst den 20. Deutschen Bundestag nach dem Bruch der Ampelkoalition auf und setzt die Bundestagswahl 2025 für den 23. Februar 2025 an.
- 2024: Das südkoreanische Parlament suspendiert den Ministerpräsidenten Han Duck-soo wegen einer Uneinigkeit bei der Nachbesetzung dreier Verfassungsrichter. Han ist erst seit 13 Tagen geschäftsführend Präsident der Republik Korea, weil Präsident Yoon Suk-yeol das Kriegsrecht ausgerufen hatte und deswegen selbst vom Parlament suspendiert worden ist. Geschäftsführender Ministerpräsident wird nun Finanzminister Choi Sang-mok, der interim auch das Amt der Präsidenten ausübt.

### Wirtschaft
- 1703: Im Methuenvertrag erwirbt England das Recht, uneingeschränkt Textilien nach Portugal zu exportieren, während umgekehrt Portugal England exklusiv mit Wein beliefern darf.

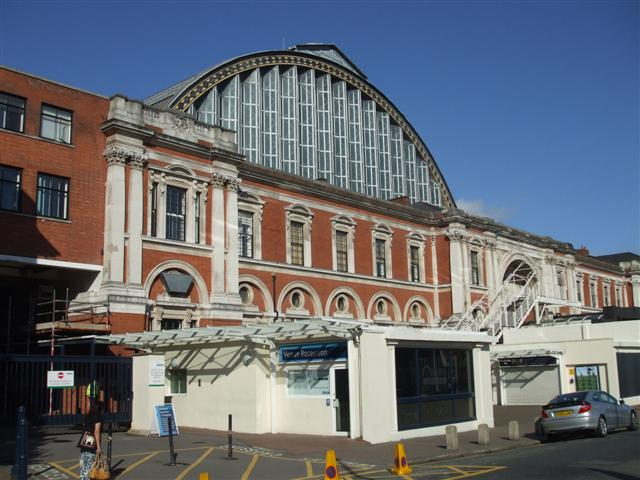
1886: Ausstellungshalle

- 1886: In London wird die von der National Agricultural Company errichtete Ausstellungshalle Olympia eröffnet, das bis dahin größte Stahl-Glas-Gebäude in Großbritannien.
- 1919: Die schwedische Filmgesellschaft Svensk Filmindustri (SF), Produzentin zahlreicher Bergman-Filme, wird gebildet.
- 1945: Der am 22. Juli 1944 auf der Konferenz von Bretton Woods gegründete Internationale Währungsfonds nimmt seine Arbeit auf.
- 1951: In der Bundesrepublik Deutschland wird das Züchtigungsrecht von Lehrherren gegenüber Lehrlingen abgeschafft.
- 2007: Nach ihrem verlorenen Rechtsstreit über die Besitzansprüche am Quellcode von Linux und der Insolvenzankündigung im September 2007 wird die SCO Group vom Handel an der Nasdaq ausgeschlossen.

### Wissenschaft und Technik

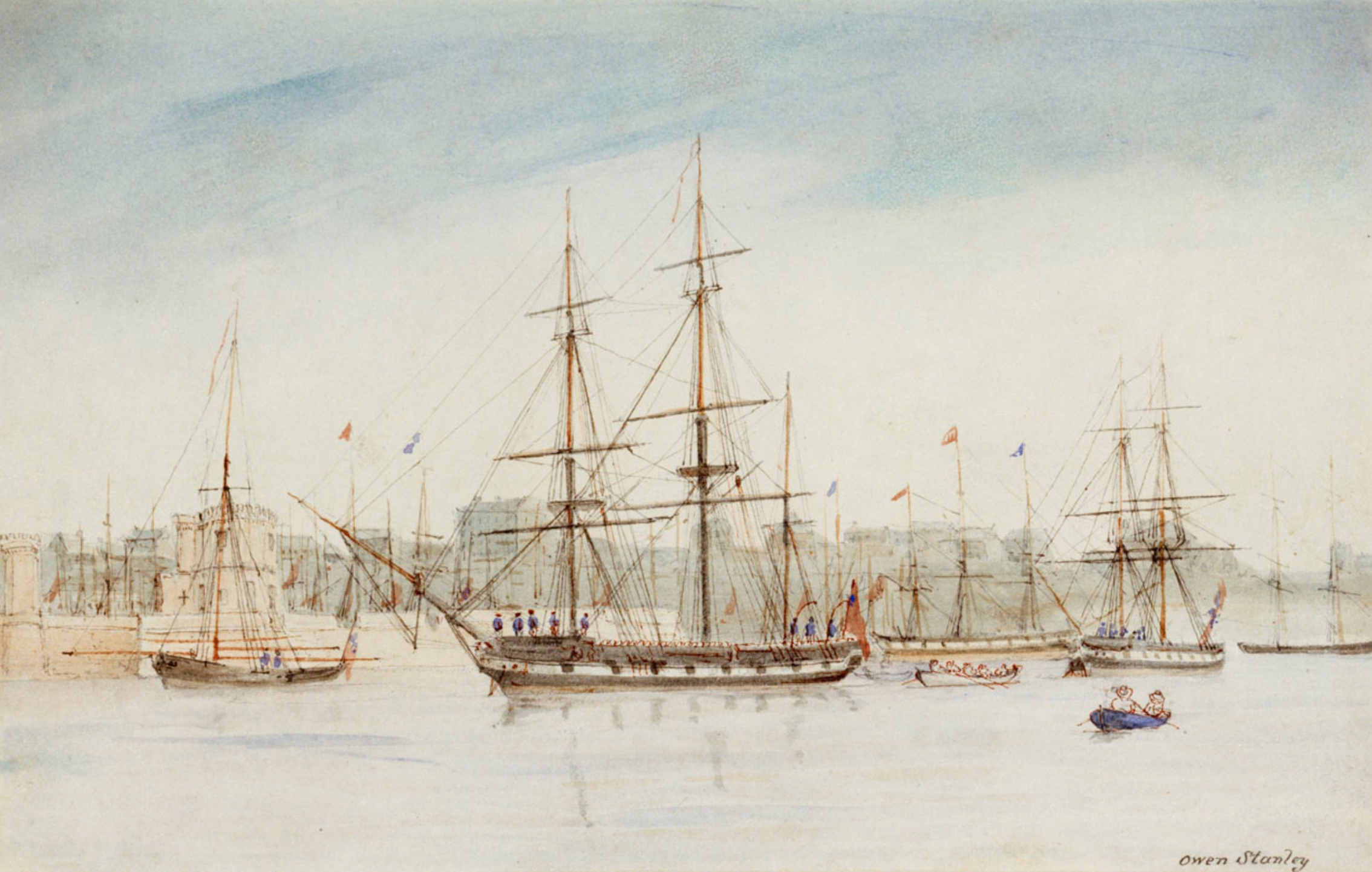
1831: HMS Beagle (Mitte)

Charles Darwins Weltumsegelung 1831–1836

- 1831: Charles Darwin geht zu seiner fünfjährigen historischen Reise an Bord der Beagle unter Kapitän Robert FitzRoy.
- 1845: Crawford Williamson Long wendet erstmals Äther als Betäubungsmittel bei der Geburt eines Kindes an.
- 1968: Nach der Umkreisung des Mondes wassert Apollo 8 mit den Astronauten Frank Borman, James Arthur Lovell und William Anders sicher im Pazifik.
- 1982: Das US-Nachrichtenmagazin Time wählt den Computer zur „Maschine des Jahres“.
- 1984: Im Allen-Hills-Eisfeld in der Antarktis wird ein Meteorit aufgefunden, der unter seiner Bezeichnung ALH 84001 neun Jahre später als Marsmeteorit identifiziert werden wird.
- 2006: Vom Weltraumbahnhof Baikonur aus wird das Weltraumteleskop COROT mit einer russischen Sojus-Rakete in eine polare Umlaufbahn gebracht.

### Kultur
- 1696: Am Teatro San Bartolomeo in Neapel erfolgt die Uraufführung der Oper Il trionfo di Camilla regina de Volsci von Giovanni Bononcini.
- 1778: Die komische Oper La scuola de’ gelosi von Antonio Salieri wird am Teatro San Moisè in Venedig uraufgeführt.
- 1857: Die Oper Pianella von Friedrich von Flotow wird in Schwerin uraufgeführt.
- 1900: Das im Stil der Hochgotik erbaute neue Braunschweiger Rathaus wird eingeweiht.
- 1904: Das Bühnenstück Peter Pan von James Matthew Barrie wird in London uraufgeführt.

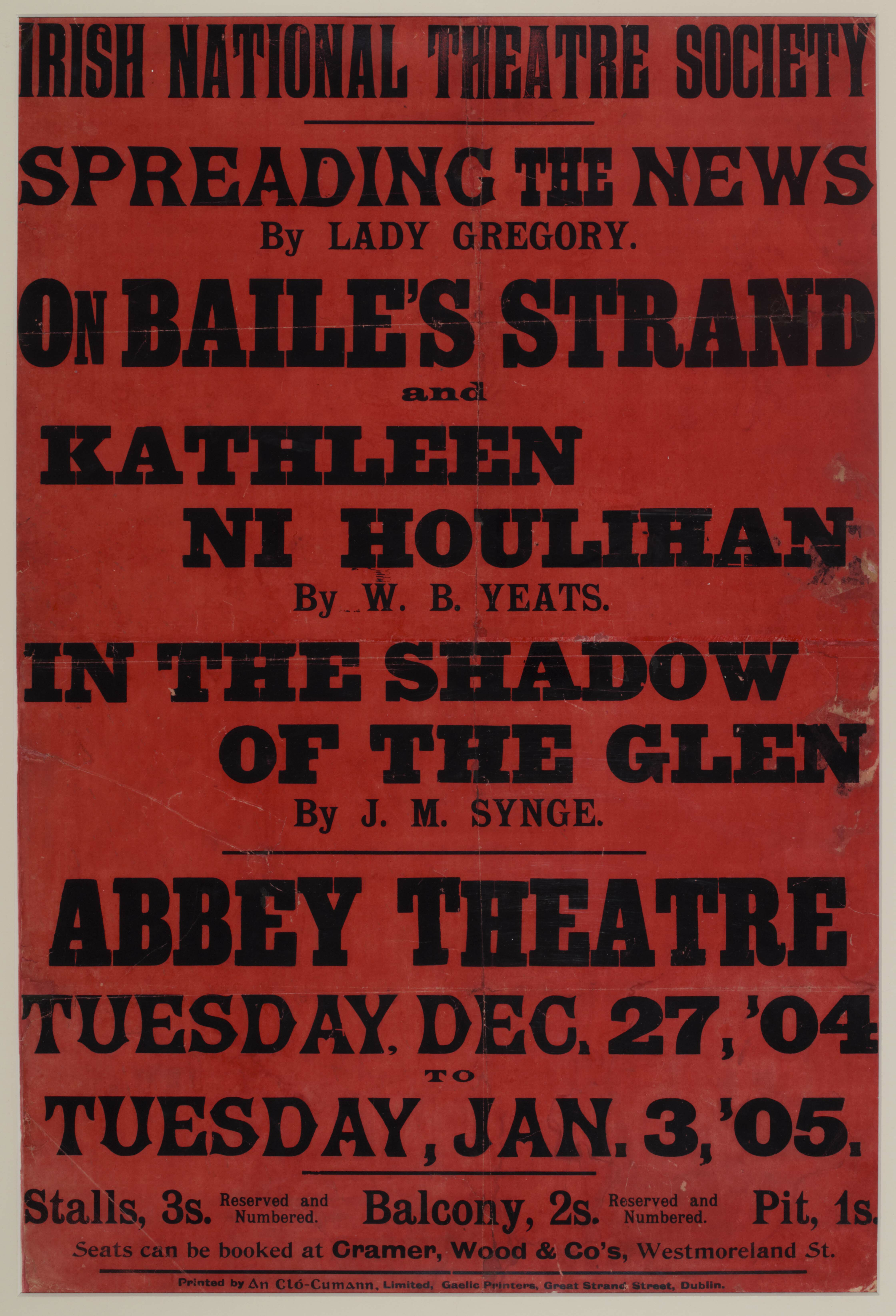
1904: Plakat des Abbey für die Eröffnungsnacht

- 1904: Mit drei Einaktern von William Butler Yeats und Lady Gregory wird das Abbey Theatre in Dublin eröffnet.
- 1932: Mit einer spektakulären Bühnenshow wird die Radio City Music Hall In New York City für das Publikum geöffnet. Die damit angestrebte Rückkehr zum hochklassigen Varieté scheitert jedoch.

### Religion
- 0418: Ein Teil des römischen Klerus wählt Eulalius als Nachfolger des am Vortag verstorbenen Zosimus zum Papst. Da der am folgenden Tag ebenfalls gewählte Bonifatius I. von Kaiser Honorius zum rechtmäßigen Papst erklärt wird, gilt er heute als Gegenpapst.
- 0537: Die Hagia Sophia wird in Anwesenheit des Kaisers Justinian I. in Byzanz eingeweiht.
- 1618: Die Oberdeutsche Zisterzienserkongregation wird gegründet.

### Katastrophen
- 1939: Ein Erdbeben der Stärke 7,8 im türkischen Erzincan fordert ca. 33.000 Tote.
- 1975: In Chasnala im indischen Bundesstaat Jharkhand ereignet sich eine Explosion in einem Steinkohlenbergwerk, der ein Wassereinbruch folgt. 372 Bergleute verlieren ihr Leben bei einer der weltweit schwersten Minenkatastrophen.

Kleinere Unglücksfälle sind in den Unterartikeln von Katastrophe und in der Liste von Katastrophen aufgeführt.

### Sport
- 1925: Die Schattenbergschanze in Oberstdorf wird eröffnet.
- 1979: In Cortina d’Ampezzo gewinnt Toni Innauer vor zwei weiteren Österreichern den ersten Wettkampf der ersten Skisprung-Weltcup-Saison.

Einträge von Leichtathletik-Weltrekorden befinden sich unter der jeweiligen Disziplin unter Leichtathletik.

## Geboren

### Vor dem 18. Jahrhundert

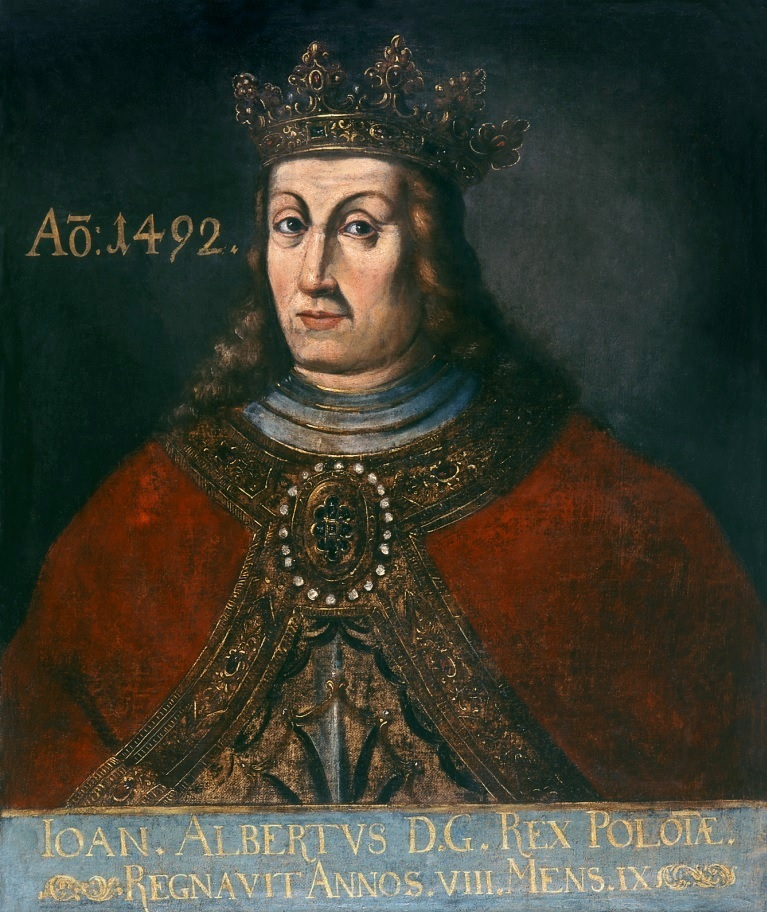
Johann I. Albrecht (* 1459)

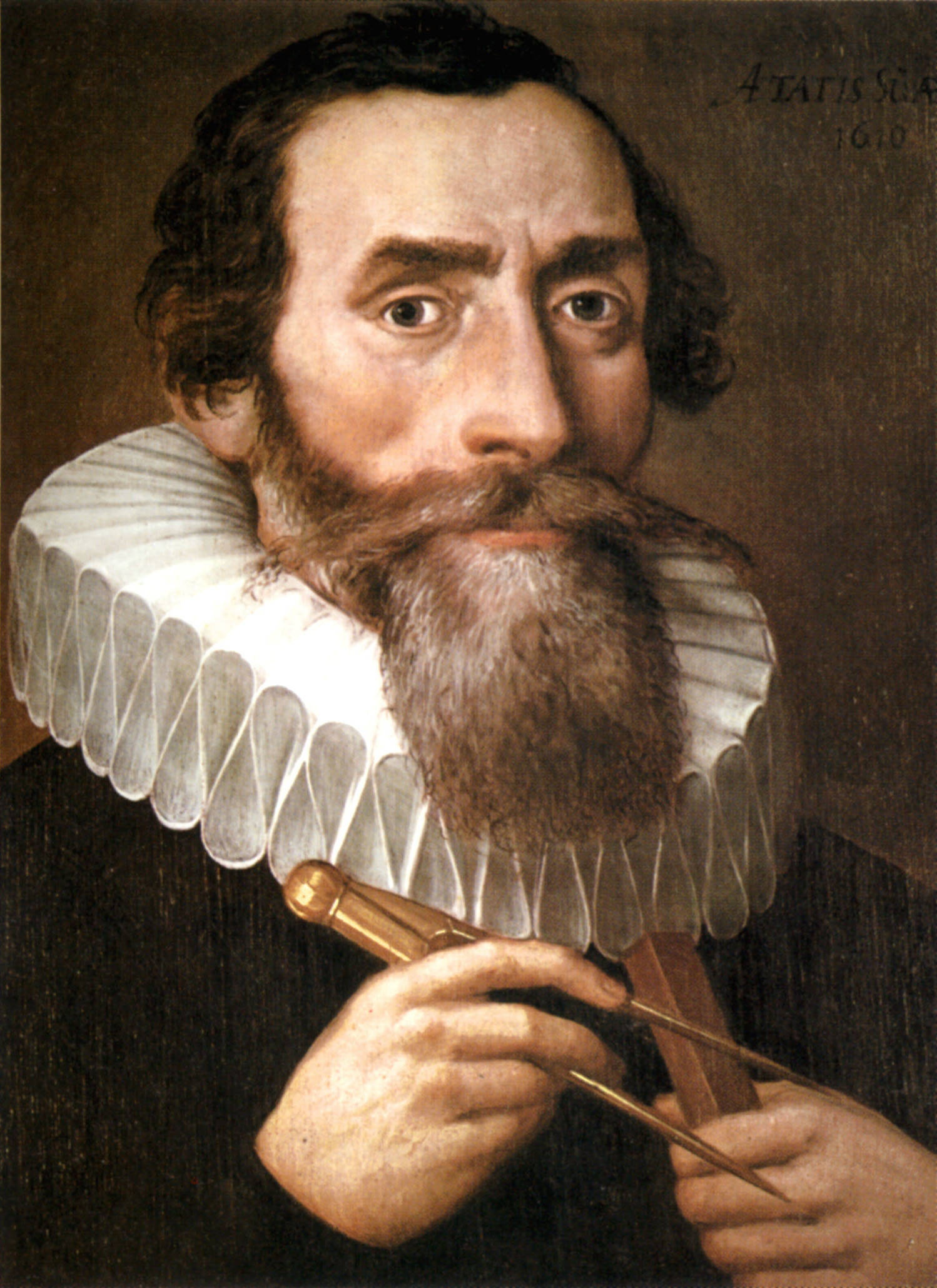
Johannes Kepler (* 1571)

- 1263: Weichart von Polheim, Erzbischof von Salzburg
- 1350: Johann I., König von Aragón
- 1390: Anne de Mortimer, englische Adelige
- 1459: Johann I. Albrecht, König von Polen
- 1493: Johann Pfeffinger, deutscher evangelischer Theologe und Reformator
- 1555: Johann Arndt, deutscher Theologe
- 1556: Johanna von Lestonnac, französische Ordensgründerin
- 1564: Anton Matthäus, deutscher Rechtswissenschaftler
- 1566: Jan Jessenius, slowakischer Mediziner, Politiker und Philosoph
- 1571: Johannes Kepler, deutscher Naturphilosoph, Mathematiker, Astronom, Astrologe, Optiker und Theologe
- 1572: Jan Campanus Vodňanský, tschechischer Schriftsteller, Komponist und Rektor der Prager Karls-Universität
- 1584: Philipp Julius von Pommern, letzter Herzog von Pommern-Wolgast
- 1619: Ruprecht von der Pfalz, Duke of Cumberland, Earl of Holderness, englischer Generalissimus und Admiral
- 1645: Giovanni Antonio Viscardi, italienischer Baumeister des Barock
- 1650: Johann Achamer, österreichischer Metall- und Glockengießer
- 1663: Johann Melchior Roos, deutscher Maler
- 1674: Auguste, Prinzessin von Dargun
- 1676: Johann Georg Joch, deutscher evangelischer Theologe
- 1679: Maria Renata Singer von Mossau, deutsches Opfer der Hexenverfolgung, Nonne und Superiorin im Kloster Unterzell
- 1683: Conyers Middleton, englischer Geistlicher und Autor
- 1689: Jacob August Franckenstein, deutscher Jurist, Philosoph und Lexikograf
- 1700: Johann Dietrich Busch, deutscher Orgelbauer

### 18. Jahrhundert

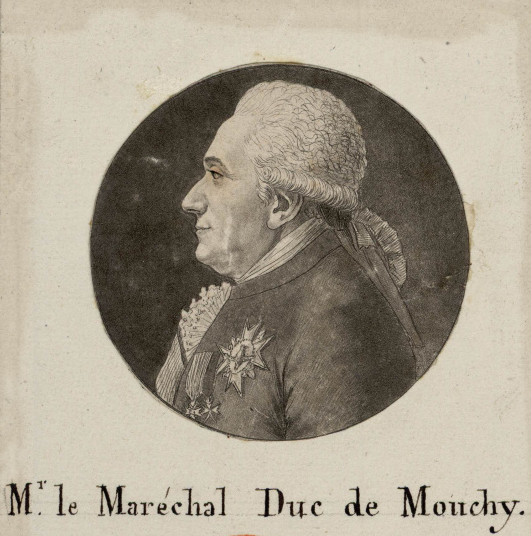
Philippe de Noailles
(* 1715)

- 1708: Johann Albrecht von Bülow, preußischer General der Infanterie
- 1711: Johann Dietrich Winckler, deutscher Theologe
- 1715: Philippe de Noailles, duc de Mouchy, Marschall von Frankreich
- 1717: Pius VI., Papst
- 1719: Johann Stapfer, Schweizer evangelischer Geistlicher und Hochschullehrer
- 1721: Frans Hemsterhuis, niederländischer Philosoph
- 1722: Vinzenz von Orsini-Rosenberg, Landeshauptmann von Kärnten
- 1734: Nicolaas Laurens Burman, niederländischer Botaniker
- 1737: Joseph Pignatelli, spanischer Jesuit und Priester, Heiliger der katholischen Kirche
- 1747: Richard Luke Concanen, erster römisch-katholischer Bischof von New York
- 1749: Sophie Eleonore von Kortzfleisch, deutsche Schriftstellerin
- 1755: Anton, König von Sachsen
- 1761: Michael Andreas Barclay de Tolly, russischer General und Kriegsminister
- 1761: Friedrich Wilhelm Offelsmeyer, deutscher evangelischer Geistlicher
- 1765: Adam Lux, deutscher Revolutionär
- 1770: Carl Weisflog, deutscher Schriftsteller
- 1772: Benjamin Williams Crowninshield, US-amerikanischer Politiker
- 1773: George Cayley, britischer Ingenieur, Flugtheoretiker, Erfinder der Wissenschaft des Fluges
- 1774: Pierre Tobie Yenni, Bischof von Lausanne-Genf
- 1777: Karl Bertuch, deutscher Journalist und Schriftsteller
- 1781: Karl Funk, deutscher Pädagoge
- 1793: Alexander Gordon Laing, britischer Afrikaforscher
- 1796: Karl Friedrich von Steinmetz, preußischer Generalfeldmarschall
- 1797: Manuela Sáenz, südamerikanische Freiheitskämpferin
- 1799: Estébanez Calderón, spanischer Schriftsteller
- 1799: Carl Friedrich Flemming, deutscher Psychiater
- 1800: John Goss, britischer Organist und Komponist

### 19. Jahrhundert

#### 1801–1850
- 1801: Christian Wurm, deutscher Gymnasiallehrer, Schriftsteller, Philologe und Lexikograf
- 1802: Gerardus Johannes Mulder, niederländischer Mediziner, Pharmakologe und Chemiker, gilt als Entdecker des Proteins
- 1802: Johann Heinrich Pallenberg, deutscher Möbelfabrikant und Kunstmäzen
- 1803: Karl Friedrich Wilhelm Wander, deutscher Pädagoge und Sprichwortsammler

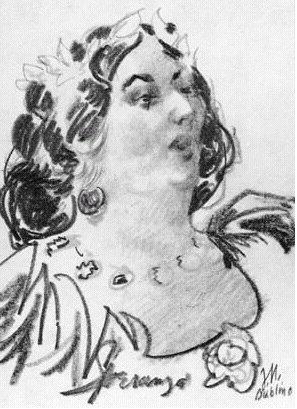
Jane Francesca Elgee (* 1821)

- 1805: August Seebeck, deutscher Physiker
- 1806: Ramón Cabrera y Griño, spanischer Adliger und Offizier, Heerführer der Karlisten
- 1806: Ferdinand Gustav Kühne, deutscher Schriftsteller und Literaturkritiker
- 1807: Johann Preleuthner, österreichischer Bildhauer
- 1808: August von Witzleben, preußischer Generalleutnant und Militärschriftsteller
- 1813: Hugues Oltramare, Schweizer evangelischer Geistlicher und Hochschullehrer
- 1819: Helene Donner, deutsche Stifterin und Wohltäterin
- 1820: Ignaz Reimann, deutscher Lehrer, Kirchenmusiker und Komponist
- 1821ː Jane Francesca Elgee, irische Schriftstellerin

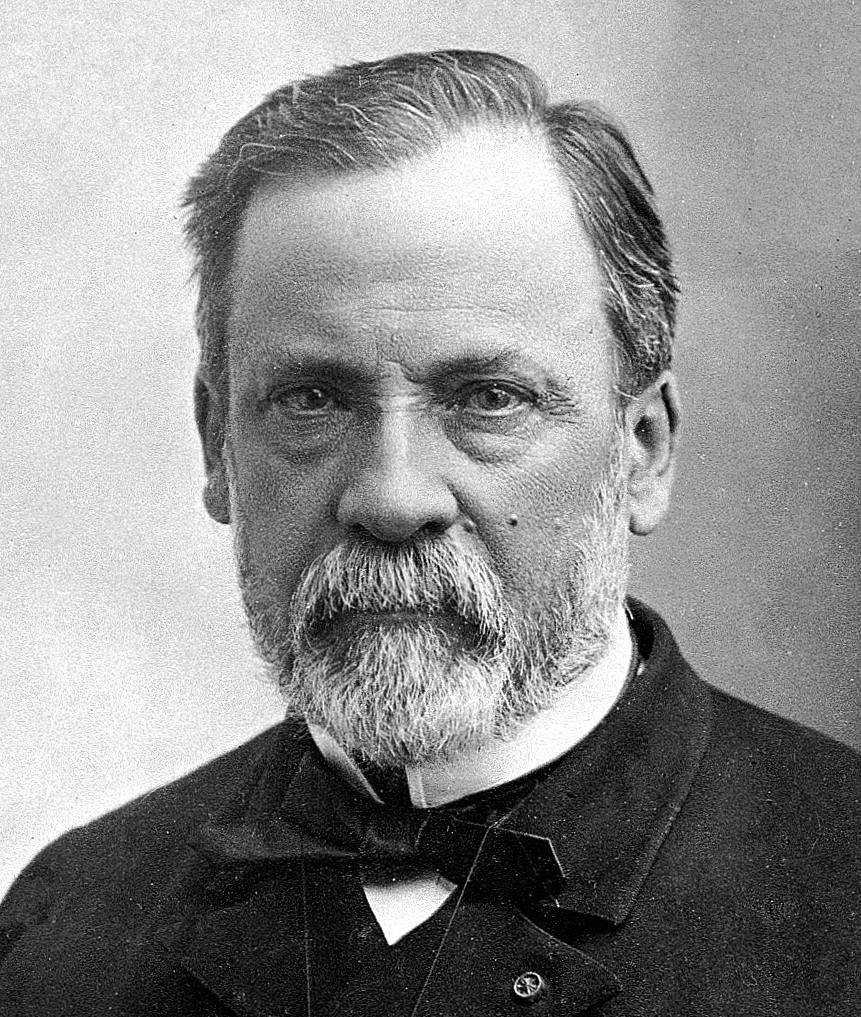
Louis Pasteur (* 1822)

- 1822: Louis Pasteur, französischer Chemiker und Pionier der Mikrobiologie
- 1823: Mackenzie Bowell, kanadischer Politiker, Journalist und Unternehmer, Premierminister
- 1825: Johann Georg Volkart, Schweizer Kaufmann und Unternehmer
- 1827: Auguste Podesta, deutsche Opernsängerin
- 1828: William Wyatt Gill, australischer Missionar und Ethnologe
- 1828: Barnim Grüneberg, deutscher Orgelbauer
- 1829: Albrecht Ohly, deutscher Jurist und Lokalpolitiker, Bürgermeister von Darmstadt
- 1831: Karl von Brandenstein, preußischer General
- 1832: Pawel Michailowitsch Tretjakow, russischer Kaufmann, Kunstmäzen und Kunstsammler
- 1833: Federico Delpino, italienischer Botaniker
- 1838: Lars Oftedal, norwegischer Pfarrer, Redakteur und Politiker
- 1838: Paul Pogge, deutscher Afrikareisender
- 1840: John Wilbur Atwater, US-amerikanischer Politiker, Mitglied des Repräsentantenhauses
- 1840: Jakob Geis, bayerischer Volkssänger
- 1841: Philipp Spitta, deutscher Musikwissenschaftler und Bachbiograph
- 1845: Charles Gordon-Lennox, 7. Duke of Richmond, britischer Politiker
- 1845: Augusto Machado, portugiesischer Komponist
- 1846: Gottlieb von Thäter, bayerischer Generalmajor
- 1847: Albert Amlacher, deutscher Lehrer, Pfarrer und Schriftsteller
- 1848: José Manuel Pando, bolivianischer Offizier und Politiker, Staatspräsident
- 1849: Lucien Magne, französischer Architekt
- 1849: Otto Wolf, niederländischer Komponist und Dirigent deutscher Abstammung
- 1850: Heinrich Ancker, deutscher Politiker und Unternehmer, MdR
- 1850: Henry Schenck Harris, US-amerikanischer Politiker

#### 1851–1900

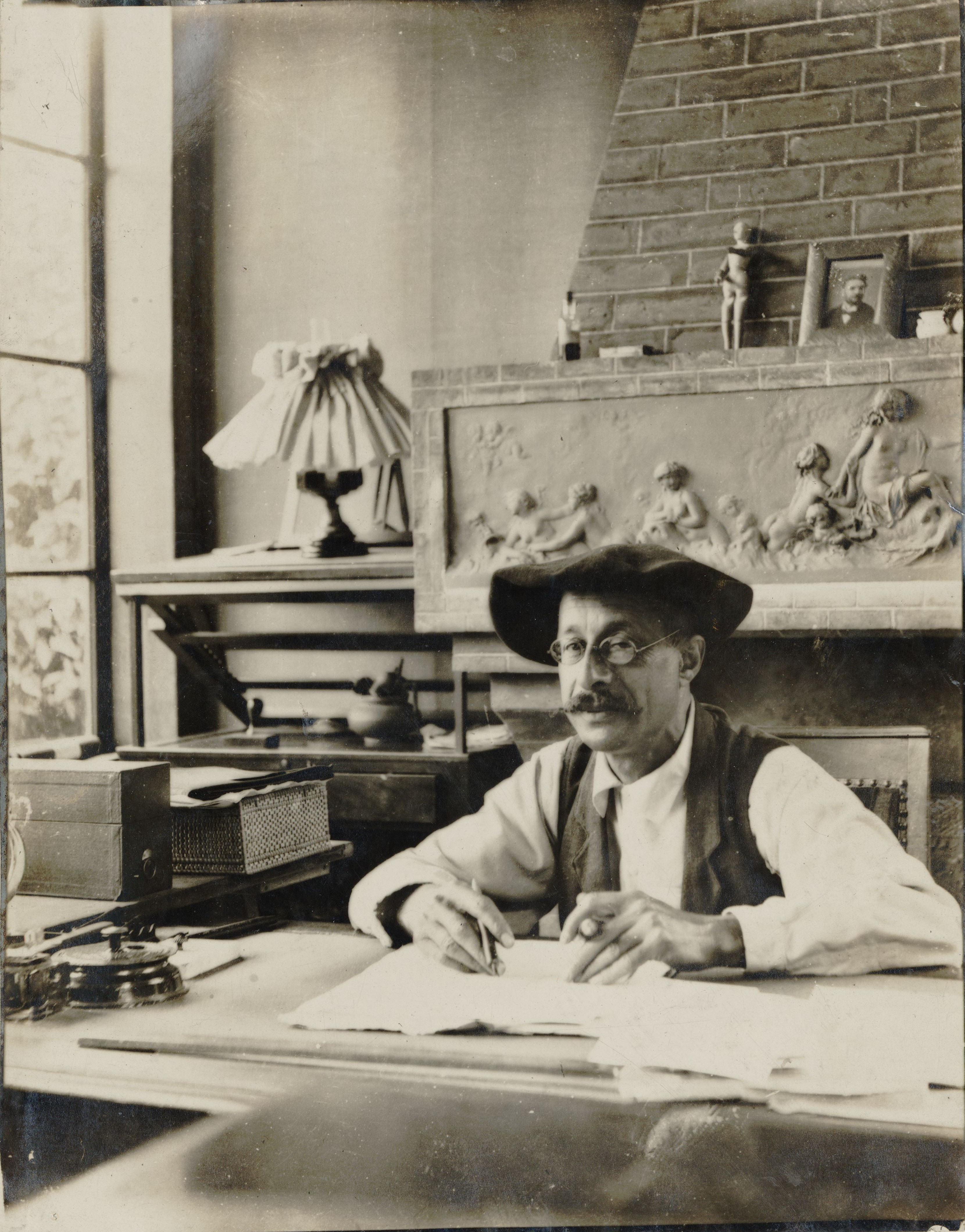
André Gedalge (* 1856)

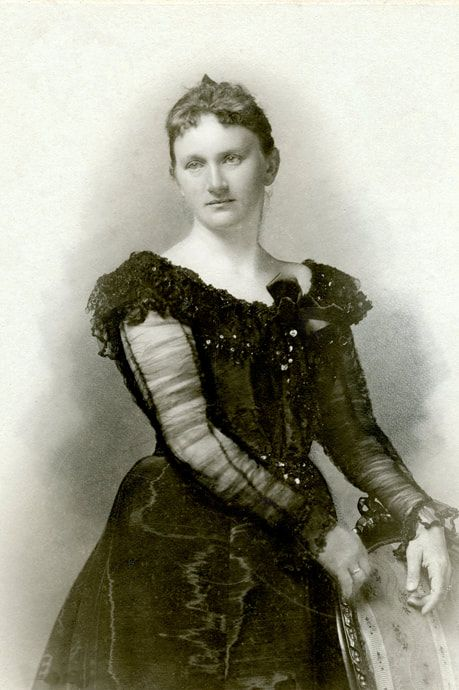
Luise Greger (* 1861)

- 1856: André Gedalge, französischer Musikpädagoge und Komponist
- 1857: Friedrich von Gaisberg-Schöckingen, deutscher Gutsherr, Politiker, Genealoge und Heraldiker
- 1857: Friedrich August Emil Heuer, deutscher Hufschmied und Wagenbauer
- 1857: William Douw Lighthall, kanadischer Lyriker und Schriftsteller
- 1858: Juan Luis Sanfuentes Andonaegui, chilenischer Jurist und Politiker, Staatspräsident
- 1860: William Bates, US-amerikanischer Augenarzt
- 1860: David Hendricks Bergey, US-amerikanischer Arzt und Bakteriologe
- 1861ː Luise Greger, deutsche Komponistin
- 1862: William Cropper, englischer Fußball- und Cricketspieler
- 1863: Louis Emmerson, US-amerikanischer Politiker, Gouverneur von Illinois
- 1864: Harold Jarvis, kanadischer Sänger
- 1867: Léon Delacroix, belgischer Jurist und Politiker, Premierminister, Minister
- 1867: Fredrik Stang, norwegischer Jurist und Politiker, Minister
- 1870: Georg Hax, deutscher Wasserspringer, Wasserballspieler, Kunstturner und Sportfunktionär
- 1874: Max Ettinger, österreichisch-deutsch-schweizerischer Komponist und Dirigent
- 1877: Adolf Kašpar, tschechischer Maler und Illustrator
- 1879: Karl Appelbaum, deutscher Politiker, MdHB
- 1879: Sydney Greenstreet, britischer Schauspieler
- 1879: Bunk Johnson, US-amerikanischer Kornettist und Trompeter
- 1880: Theodor Litt, deutscher Pädagoge, Philosoph
- 1881: Kurt Beyer, deutscher Bauingenieur

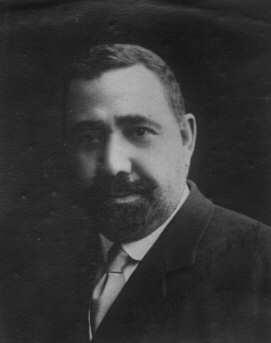
António Joaquim Granjo (* 1881)

- 1881: António Joaquim Granjo, portugiesischer Rechtsanwalt und Politiker, Minister, Premierminister
- 1882: Agustín Abarca, chilenischer Maler
- 1882: Fridolin Keidel, deutscher Flugpionier
- 1882: Mina Loy, britische Künstlerin und Dichterin
- 1882: Alexander Rueb, niederländischer Schachfunktionär, Präsident der Internationalen Schachföderation (FIDE)
- 1885: Pavel Dědeček, tschechischer Dirigent und Musikpädagoge
- 1887: Edward Andrade, britischer Physiker
- 1887: Bernard van Dieren, niederländischer Komponist und Musikschriftsteller
- 1888: Thea von Harbou, deutsche Drehbuchautorin und Regisseurin
- 1888: Carlo Sarrabezolles, französischer Bildhauer
- 1888: Tito Schipa, italienischer Tenor und Komponist
- 1889: Lucien Hussel, französischer Politiker und Résistant
- 1889: Lino Salini, deutscher Maler, Zeichner und Karikaturist
- 1890: Emil Dovifat, deutscher Publizistikwissenschaftler
- 1890: Maurits Schoemaker, belgischer Komponist
- 1892: Walther Kühn, deutscher Politiker, Mitbegründer der FDP, MdB
- 1892: Feliks Łabuński, polnisch-amerikanischer Komponist, Pianist und Musikpädagoge
- 1894: Annot, deutsche Malerin, Kunstpädagogin, Kunstschriftstellerin und Pazifistin
- 1894: Louis Gas, französischer Autorennfahrer
- 1894: Mieczysław Grydzewski, polnischer Journalist, Zeitungsverleger, Kolumnist und Literaturkritiker
- 1894: Otto Stampfli, Schweizer Politiker
- 1895: Siegfried Arno, deutscher Schauspieler, Komiker, Sänger und Tänzer
- 1896: Louis Bromfield, US-amerikanischer Schriftsteller
- 1896: Carl Zuckmayer, deutscher Schriftsteller
- 1896: Maurice Dewaele, belgischer Radrennfahrer
- 1896: Wilhelm Käber, deutscher Politiker, MdL und Landesminister
- 1896: Cornelia Venema-Schaeffer, niederländische Entomologin
- 1897: Louis Pichard, französischer Autorennfahrer
- 1898: Inejirō Asanuma, japanischer Politiker
- 1899: Christian Charier, französischer Autorennfahrer
- 1899: Walther Kolbe, deutscher Politiker, MdB
- 1899: Lasgush Poradeci, albanischer Dichter
- 1900: Hans Stuck, deutsch-österreichischer Automobilrennfahrer

### 20. Jahrhundert

#### 1901–1925

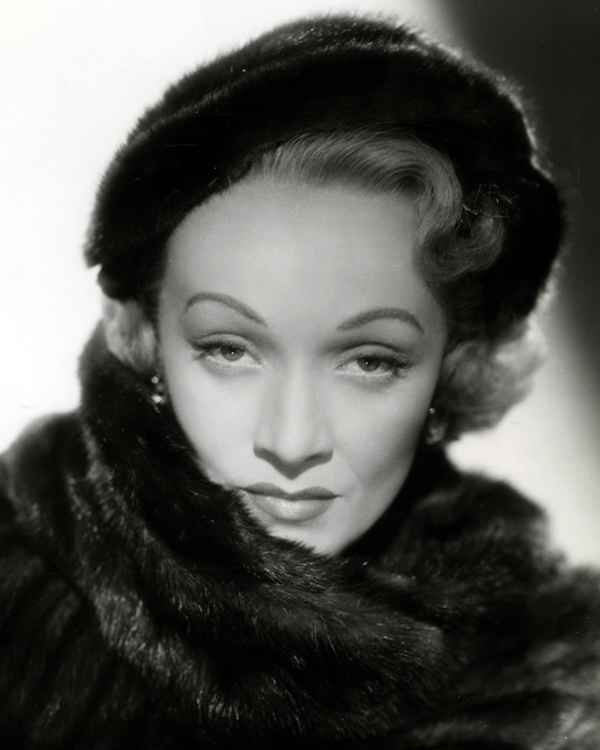
Marlene Dietrich (* 1901)

- 1901: Marlene Dietrich, deutsch-US-amerikanische Schauspielerin
- 1901: Stanley William Hayter, britischer Maler und Grafiker
- 1902: Francesco Agello, italienischer Testpilot
- 1902: Ferenc Szabó, ungarischer Komponist
- 1903: Hans Ekstrand, deutscher Politiker, MdB
- 1903: Hermann Kardinal Volk, deutscher Priester, Bischof von Mainz
- 1904: René Bonnet, französischer Autorennfahrer und Fahrzeugkonstrukteur
- 1904: Georg Groscurth, deutscher Arzt und Widerstandskämpfer
- 1904: Konrad Wölki, deutscher Komponist und Mandolinist
- 1905: Paul Krause, deutscher Politiker, MdB
- 1906: Gualterio Enrique Ahrens, argentinischer Brigadegeneral und Botschafter
- 1906: Andreas Feininger, US-amerikanischer Fotograf
- 1906: Erwin Geschonneck, deutscher Schauspieler
- 1907: Sebastian Haffner, deutsch-britischer Publizist
- 1907: Willem van Otterloo, niederländischer Dirigent, Cellist und Komponist
- 1907: Johann Wilhelm Trollmann, deutscher Boxer
- 1908: Karl Berg, österreichischer Geistlicher
- 1909: Lou Brero, US-amerikanischer Autorennfahrer
- 1909: Henryk Jabłoński, polnischer Politiker, Staatsratsvorsitzender
- 1909: Albert Oeckl, deutscher PR- und Kommunikationswissenschaftler
- 1910: Ian Donald, britischer Gynäkologe
- 1910: Walter Kolm-Veltée, österreichischer Filmregisseur, Drehbuchautor, Filmproduzent und Dozent
- 1910: Josef Mayr-Nusser, Südtiroler Widerstandskämpfer, Opfer des Nationalsozialismus
- 1911: Heinz Maegerlein, deutscher Sportjournalist
- 1911: Juana Francisca Rubio, spanische Plakatkünstlerin und Malerin
- 1911: Endre Szervánszky, ungarischer Komponist und Gerechter unter den Völkern
- 1912: Hermann Höhn, deutscher evangelischer Pfarrer
- 1914: Giuseppe Berto, italienischer Schriftsteller
- 1914: Dorris Bowdon, US-amerikanische Schauspielerin
- 1915: William Masters, US-amerikanischer Sexualforscher
- 1915: Gyula Zsengellér, ungarischer Fußballspieler
- 1916: Werner Baumbach, deutscher Luftwaffenoffizier
- 1916: Friedrich von Bömches, deutscher Maler
- 1916: Johnny Frigo, US-amerikanischer Jazzbassist und -violinist
- 1919: Charles Sweeney, US-amerikanischer General der Luftwaffe
- 1920: Hans Rose, deutscher Politiker, MdL
- 1920: Robert Whittaker, US-amerikanischer Botaniker, Klimatologe und Universitätsprofessor
- 1921: Fernand Nault, kanadischer Tänzer und Choreograf
- 1921: Emil Obermann, deutscher Journalist und Fernsehmoderator
- 1921: Yohannes Woldegiorgis, äthiopischer Bischof
- 1922: Karel Hiršl, tschechoslowakischer Widerstandskämpfer
- 1923: Andrej Awanessowitsch Babajew, aserbaidschanischer Komponist
- 1923: Alfons Bayerl, deutscher Politiker, MdL, MdB, MdEP
- 1923: Elsbeth Janda, deutsche Conférencière, Kabarettistin, Schauspielerin, Autorin und Herausgeberin
- 1923: Franz-Josef Steffens, deutscher Schauspieler
- 1924: Jean Bartik, ENIAC-Programmiererin
- 1925: Mosche Arens, israelischer Politiker, Minister
- 1925: Michel Piccoli, französischer Schauspieler
- 1925: Heinz Ulzheimer, deutscher Leichtathlet, Olympiamedaillengewinner

#### 1926–1950
- 1926: Jerome Courtland, US-amerikanischer Filmregisseur, Filmproduzent und Schauspieler
- 1927: Hermann Ansorge, deutscher Agrikulturchemiker
- 1927: Anne Armstrong, US-amerikanische Diplomatin und Politikerin
- 1927: Bill Crow, US-amerikanischer Jazzbassist
- 1927: Wolf-Dietrich Großer, deutscher Politiker, MdL
- 1927: Stefan Knafl, österreichischer Politiker, LAbg
- 1928: Manfred Arlt, deutscher Architekt
- 1928: Martin Arnold, deutscher Mediziner und Hochschullehrer
- 1928: Lilo Fromm, deutsche Grafikerin, Künstlerin, Illustratorin
- 1928: Walter Romberg, deutscher Politiker, Abgeordneter der Volkskammer, Minister der DDR
- 1928ː Dorothea Tscheschner, deutsche Architektin
- 1929: Zdeněk Bláha, tschechischer Volksmusiker und Komponist
- 1929: Gyula Kovács, ungarischer Jazzschlagzeuger
- 1930: Jacqueline Fontyn, belgische Komponistin und Professorin
- 1930: William H. Hill, US-amerikanischer Komponist und Musikpädagoge
- 1930: Hannelore Schlaf, deutsche Tischtennisspielerin und -funktionärin
- 1930: Bob Stroger, US-amerikanischer Bluesmusiker
- 1931: Josef Lapid, israelischer Politiker, Justizminister
- 1931: Scotty Moore, US-amerikanischer Musiker
- 1932: Donald Gemmell, neuseeländischer Ruderer
- 1932: Hans Piazza, deutscher Historiker und Hochschullehrer
- 1932: Tilman Pünder, deutscher Politiker, Regierungspräsident von Gießen
- 1933: Gianni Amico, italienischer Filmregisseur, Drehbuchautor und Kulturschaffender
- 1933: John Jahr jr., deutscher Verleger
- 1933: Amanullah Parsa, afghanischer Künstler und Professor
- 1934: Larissa Latynina, sowjetische Kunstturnerin, Olympiasiegerin, Weltmeisterin
- 1934: Pat Moss, britische Rallyefahrerin
- 1935: Antonio Riva, Schweizer Generaldirektor der SRG
- 1936: Carlos Blixen, uruguayischer Basketballspieler
- 1936: Igor Kostin, moldauisch-ukrainischer Fotograf und Journalist
- 1936: Martin Wienbeck, deutscher Gastroenterologe
- 1937: Natascha Ungeheuer, deutsche Malerin
- 1938: Walentina Prudskowa, sowjetische Florettfechterin, Olympiasiegerin, Weltmeisterin
- 1938: Rolf Wolfshohl, deutscher Radrennfahrer, Weltmeister
- 1939: John Amos, US-amerikanischer American-Football-Spieler und Schauspieler
- 1939: Barbara Klemm, deutsche Fotografin und Pressefotografin
- 1940: Enrico Bacher, italienischer Eishockeyspieler
- 1941: Jean-Claude Bouillon, französischer Schauspieler
- 1941: Mike Pinder, britischer Musiker
- 1942: Klaus Hoffer, österreichischer Schriftsteller
- 1942: Oscar Cardozo Ocampo, argentinischer Arrangeur, Pianist und Komponist
- 1942: Claus Schiprowski, deutscher Leichtathlet, Olympiamedaillengewinner
- 1943: Georges Bou-Jaoudé, libanesischer Erzbischof
- 1943: Joan Manuel Serrat, katalanischer Liedermacher
- 1943: Peter Sinfield, britischer Musiker, Sänger und Songschreiber
- 1943: Stephan Sulke, Schweizer Sänger und Komponist
- 1944: Vijay Arora, indischer Filmschauspieler
- 1944: Hans-Jürgen Buchner, deutscher Musiker und Komponist
- 1944: Magne Hegdal, norwegischer Komponist, Pianist und Musikkritiker
- 1944: Mick Jones, britischer Musiker, Sänger und Songschreiber
- 1944: Inge Meyer-Dietrich, deutsche Kinder- und Jugendbuchautorin
- 1944: Markus Werner, Schweizer Schriftsteller
- 1945: Clarence Barlow, indischer Komponist
- 1946: Schiffkowitz, österreichischer Musiker
- 1947: Irene Adams, britische Politikerin
- 1947: Mariella Mehr, Schweizer Schriftstellerin
- 1947: Tracy Nelson, US-amerikanische Sängerin

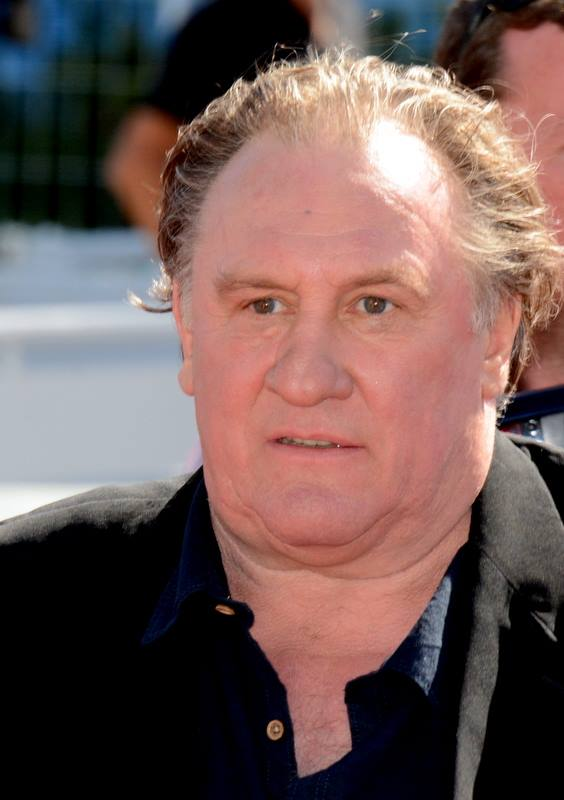
Gérard Depardieu (* 1948)

- 1947: Roberto Quintanilla, mexikanischer Unternehmer und Autorennfahrer
- 1948: Gérard Depardieu, französischer Schauspieler
- 1948: Meja Mwangi, kenianischer Schriftsteller
- 1948: Joachim Poß, deutscher Politiker, MdB
- 1949: Klaus Fischer, deutscher Fußballspieler und -trainer
- 1949: Akwasi Osei Adjei, ghanaischer Politiker, Minister
- 1950: Joe Armstrong, britischer Informatiker
- 1950: Roberto Bettega, italienischer Fußballspieler und -funktionär
- 1950: Terry Bozzio, US-amerikanischer Schlagzeuger

#### 1951–1975
- 1951: William Waldorf Astor, britischer Adliger und Politiker
- 1951: Petra Barthel, deutsche Schauspielerin
- 1951: Ernesto Zedillo Ponce de León, mexikanischer Ökonom und Politiker, Staatspräsident
- 1952: Ainsley Armstrong, Sprinter aus Trinidad und Tobago
- 1952: Bob Flanagan, US-amerikanischer Schriftsteller und Künstler
- 1952: David Knopfler, britischer Musiker, Sänger und Songschreiber (Dire Straits)
- 1952: Gerlinde Kaupa, deutsche Politikerin, MdB
- 1953: Steven Dann, kanadischer Bratschist
- 1953: Hans Jörg Schelling, österreichischer Unternehmer und Politiker, Nationalrat, Bundesminister
- 1954: Novella Calligaris, italienische Schwimmerin
- 1954: John Watts, britischer Sänger, Gitarrist und Dichter
- 1955: Reiner Alhaus, deutscher Fußballspieler und -trainer
- 1955: Marie Zimmermann, deutsche Dramaturgin und Intendantin
- 1956: Rachel Bissex, US-amerikanische Folksängerin und Singer-Songwriterin
- 1956: Horst Kummeth, deutscher Schauspieler, Regisseur und Autor
- 1956: Doina Melinte, rumänische Leichtathletin, Olympiasiegerin
- 1956: Rabe Perplexum, deutsche Malerin und Performance-Künstlerin
- 1956: Arno Scherzberg, deutscher Rechtswissenschaftler
- 1956: Olga Tokarewa, sowjetische bzw. russische Schauspielerin, Schauspiellehrerin und Synchronsprecherin
- 1957: Christos Yiannopoulos, deutscher Drehbuchautor und Autor
- 1958: Florian Martens, deutscher Schauspieler
- 1958: Steffen Mensching, deutscher Kulturwissenschaftler und Schriftsteller, Schauspieler und Regisseur
- 1960: Maryam d’Abo, britische Schauspielerin
- 1960: Gerald Eckert, deutscher Komponist, Cellist und Kunstmaler
- 1960: Martin Glover, britischer Musikproduzent
- 1960: Valdas Tutkus, litauischer Offizier, Oberbefehlshaber der Landesstreitkräfte

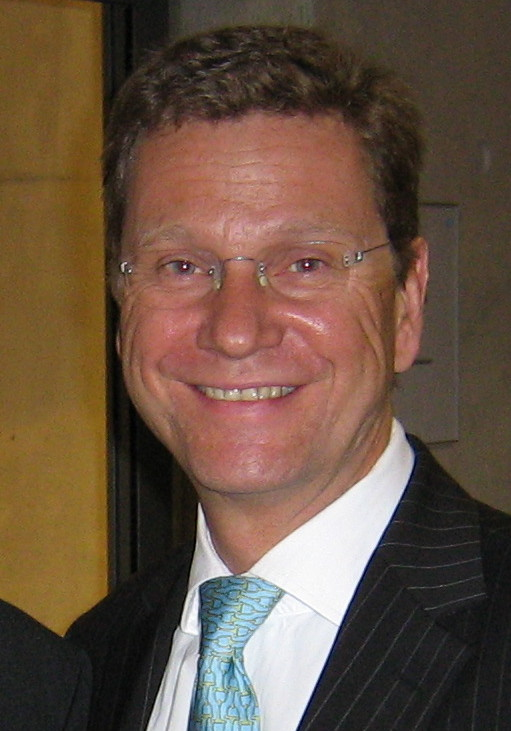
Guido Westerwelle (* 1961)

- 1961: Guido Westerwelle, deutscher Politiker, MdB, Bundesminister
- 1963: Gaspar Noé, argentinischer Regisseur, Drehbuchautor, Kameramann und Filmproduzent
- 1963: Stefanie Stahl, deutsche Autorin
- 1964: Thomas Gaevert, deutscher Autor und freier Journalist
- 1964: Tor Mikkel Wara, norwegischer Politiker, Minister
- 1965: Salman Khan, indischer Schauspieler
- 1965: Christian Kleiminger, deutscher Jurist und Politiker, MdB
- 1965: Michael Mertens, deutscher Kugelstoßer
- 1966: Chris Abani, nigerianischer Schriftsteller
- 1966: Bill Goldberg, US-amerikanischer Wrestler
- 1966: Eva LaRue, US-amerikanische Schauspielerin
- 1967: Gregory B. Waldis, Schweizer Schauspieler
- 1968: Thomas Heinisch, österreichischer Komponist
- 1968: David W. Moore, US-amerikanischer Musikpädagoge und Komponist
- 1968: Massimo Rastelli, italienischer Fußballspieler und -trainer
- 1969: Marco Antonio Regil, mexikanischer Fernsehmoderator
- 1969: Chyna, US-amerikanische Wrestlerin
- 1969: Hans Rosendahl, schwedischer Schwimmer
- 1970: Andrea Andersson, US-amerikanische Badmintonspielerin
- 1970: Isabella Schmid, Schweizer Schauspielerin
- 1971: Sergei Sergejewitsch Bodrow, russischer Filmschauspieler und Regisseur
- 1971: Sabine Spitz, deutsche Mountainbikerin
- 1971: James Stewart, US-amerikanischer American-Football-Spieler
- 1972: Thomas Grandi, kanadischer Skirennfahrer
- 1972: Malin Schwerdtfeger, deutsche Schriftstellerin
- 1972: Guido Trenti, US-amerikanischer Radrennfahrer
- 1972: Michael Wiesinger, deutscher Fußballprofi
- 1973: Bert Appermont, belgischer Komponist und Musiker
- 1973: Jelisaweta Alexandrowna Koschewnikowa, russische Freestyle-Skierin
- 1973: Wanja Mues, deutscher Schauspieler
- 1973: Kristoffer Zegers, niederländischer Komponist
- 1974: Luc-Arsène Diamesso, kongolesischer Fußballspieler
- 1974: Heike Henning, deutsche Musikpädagogin, Chorpädagogin, Chorleiterin sowie Universitätsprofessorin für Instrumental- und Gesangspädagogik
- 1974: Masi Oka, japanischer Schauspieler und Visual-Effects-Künstler
- 1974: Warren Ostergard, US-amerikanischer Filmproduzent und Schauspieler
- 1974: Julia Stinshoff, deutsche Schauspielerin
- 1975: Aigars Fadejevs, lettischer Leichtathlet
- 1975: Heather O’Rourke, US-amerikanische Filmschauspielerin
- 1975: Sara Wedlund, schwedischer Leichtathlet

#### 1976–2000
- 1976: Michael Borgstede, deutscher Cembalist und Journalist

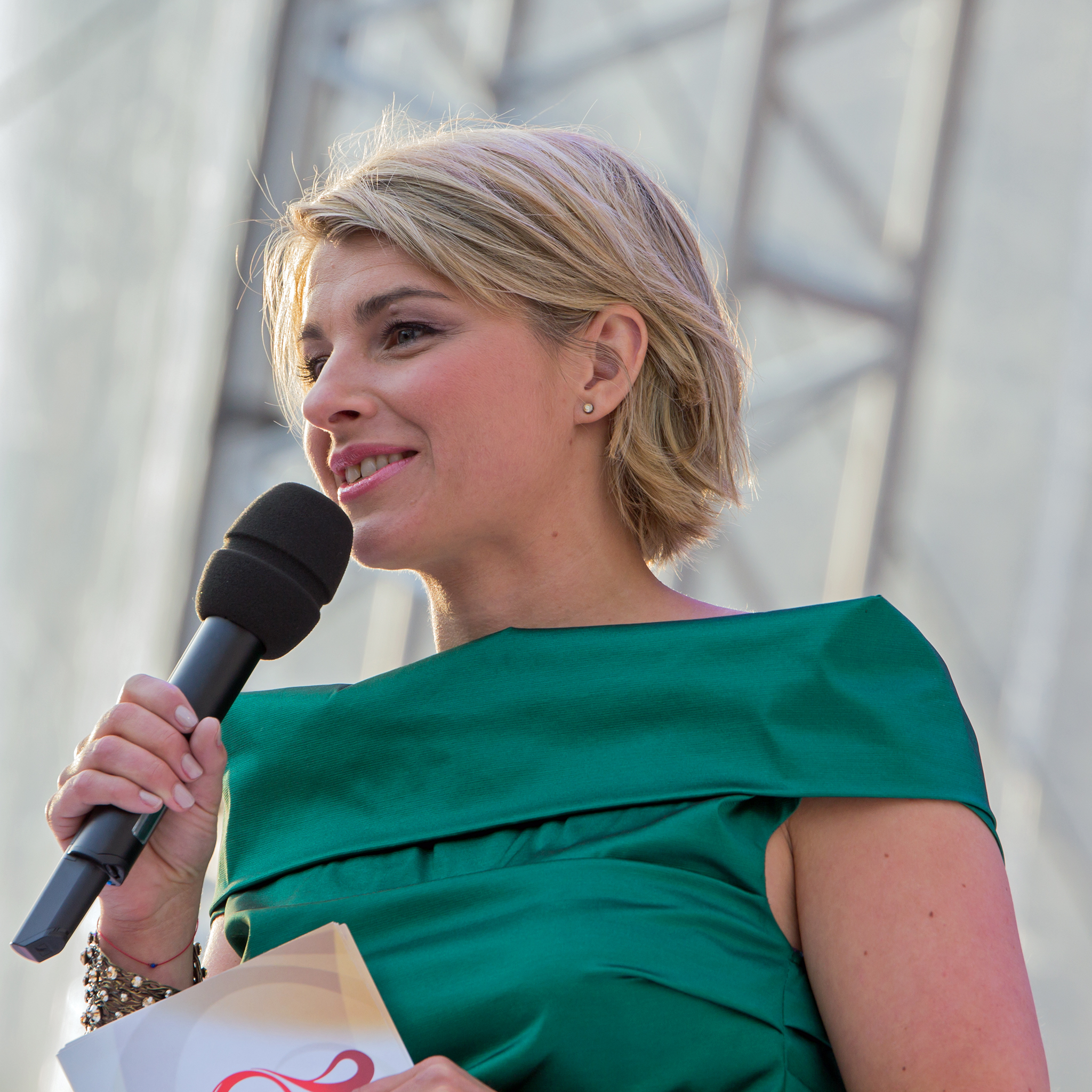
Sabine Heinrich (* 1976)

- 1976: Sabine Heinrich, deutsche Radio- und Fernsehmoderatorin
- 1976: Aaron Stanford, US-amerikanischer Schauspieler und Filmproduzent
- 1976: Curro Torres, spanischer Fußballspieler
- 1977: Florence Ekpo-Umoh, deutsche Leichtathletin nigerianischer Herkunft
- 1977: Sinead Keenan, irische Schauspielerin
- 1978: Sabine Ansel, deutsche Faustballerin, Weltmeisterin
- 1978: Luca Ariatti, italienischer Fußballspieler
- 1978: Antje Buschschulte, deutsche Schwimmerin, Olympiamedaillengewinnerin, Weltmeisterin
- 1979: Sven Fricke, deutscher Schauspieler
- 1979: Aljaksej Kulbakou, belarussischer Fußballschiedsrichter
- 1980: Nadia Anjuman, afghanische Dichterin und Journalistin
- 1980: Elizabeth De Razzo, US-amerikanische Schauspielerin
- 1980: Nina Moghaddam, deutsche Fernsehmoderatorin
- 1981: Emilie de Ravin, australische Schauspielerin
- 1981: Lise Darly, französische Sängerin
- 1981: Javine, britische Sängerin
- 1981: Jana Schadrack, deutsche Fußballspielerin
- 1982: Ovidiu Hoban, rumänischer Fußballspieler
- 1982: Tobias Kärner, deutscher Wirtschaftspädagoge
- 1983: Cole Hamels, US-amerikanischer Baseballspieler
- 1983: Kevin Rudolf, US-amerikanischer Sänger
- 1984: Franziska, deutsche Soulsängerin
- 1984: Gilles Simon, französischer Tennisspieler

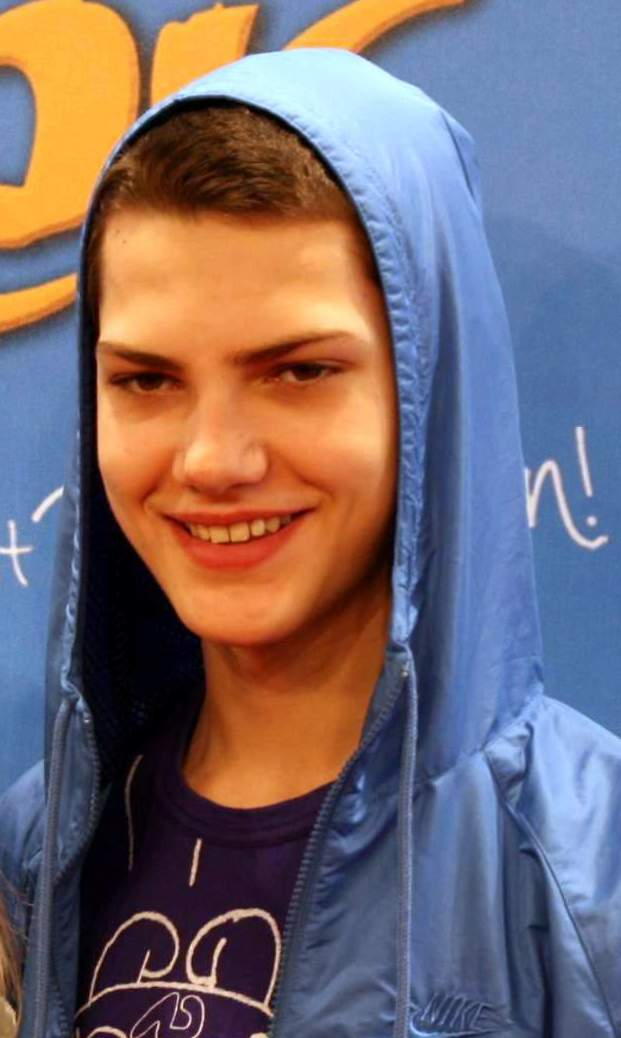
Jimi Blue Ochsenknecht (* 1991)

- 1985: Jérôme D’Ambrosio, belgischer Rennfahrer
- 1985: Joseph Cooper, neuseeländischer Straßenradrennfahrer
- 1985: Thomas Holzer, deutscher Autorennfahrer
- 1985: Daiki Itō, japanischer Skispringer
- 1985: Thomas Ower, deutscher Eishockeyspieler
- 1985: Cristian Villagra, argentinischer Fußballspieler
- 1986: Sandra Auffarth, deutsche Springreiterin, Olympiasiegerin
- 1986: Shelly-Ann Fraser-Pryce, jamaikanische Leichtathletin, Olympiasiegerin, Weltmeisterin
- 1986: Dominik Wlazny, österreichischer Musiker und Politiker
- 1987: Andrea Arnaboldi, italienischer Tennisspieler
- 1987: Logan Bailly, belgischer Fußballtorhüter
- 1988: Hayley Williams, US-amerikanische Singer-Songwriterin und Keyboarderin
- 1989: Anželika Ahmetšina, estnische Fußballspielerin
- 1990: Milos Raonic, kanadischer Tennisspieler
- 1991: Jimi Blue Ochsenknecht, deutscher Schauspieler und Sänger
- 1995: Timothée Chalamet, US-amerikanisch-französischer Schauspieler
- 1996: Timon Haugan, norwegischer Skirennläufer
- 1996: Mohamed Sydney Sylla, burkinischer Fußballspieler
- 1997: Jack Robinson, australischer Surfer
- 1998: Ngawang Namgyel, bhutanischer Judoka
- 1998: Briar Nolet, kanadische Tänzerin und Schauspielerin
- 2000: Paul Krohne, deutscher Dartspieler

### 21. Jahrhundert
- 2004: Vladislav Lomko, russischer Autorennfahrer
- 2006: Eneli Jefimova, estnische Schwimmerin

## Gestorben

### Vor dem 16. Jahrhundert
- 0975: Balderich, Bischof von Utrecht
- 1065: Ferdinand I., „der Große“, König von Kastilien und León
- 1071: Karl, Bischof von Konstanz
- 1076: Swjatoslaw II., Großfürst der Kiewer Rus
- 1087: Bertha von Savoyen, römisch-deutsche Königin und Kaiserin
- 1247: Hermann II., Graf von Weimar-Orlamünde
- 1342: Hrelja, serbischer Heerführer und Magnat
- 1351: Jean de Marigny, französischer Geistlicher, Militär und Staatsmann, Bischof von Beauvais, Erzbischof von Rouen
- 1351: Johann I., Bischof von Naumburg
- 1356: Christine Ebner, deutsche Nonne und Mystikerin
- 1377: Johann II., Graf von Hoya
- 1381: Edmund Mortimer, 3. Earl of March, englischer Adeliger
- 1397: Robert Waldby, englischer Geistlicher
- 1420: Jakob Twinger von Königshofen, deutscher Geschichtsschreiber
- 1426: Philippo Scolari, italienischer Condottiere, ungarischer Heerführer und Banus von Temesvár
- 1428: Johann I., Herzog von Münsterberg
- 1439: Isabel le Despenser, 5. Baroness Burghersh, englische Adelige
- 1443: Eberhard von Saunsheim, Deutschmeister des Deutschen Ordens
- 1498: Alexander Hegius, deutscher Geistlicher und Humanist

### 16. bis 18. Jahrhundert
- 1513: Martin Pollich, deutscher Philosoph, Mediziner und Theologe, Gründungsrektor der Universität Wittenberg
- 1516: Jacques d’Amboise, französischer Kleriker
- 1534: Antonio da Sangallo der Ältere, italienischer Architekt und Festungsbauer
- 1543: Georg der Fromme, Markgraf von Brandenburg-Ansbach, Regent von Brandenburg-Kulmbach sowie Herzog von Jägerndorf und Oppeln-Ratibor
- 1546: Johann Schnabel, deutscher evangelischer Theologe und Reformator
- 1548: Francesco Spiera, Rechtsgelehrter aus Italien
- 1562: Joachim, Herzog von Münsterberg und Oels
- 1564: Hans Ungnad, österreichischer Staatsmann
- 1565: Luis de Santa María Nanacacipactzin, Gouverneur von Tenochtitlan und Tlatoani der Mexica
- 1571: Johannes Criginger, deutscher lutherischer Theologe, Kartograph und Schriftsteller
- 1583: Georg Ernst von Henneberg, Graf von Henneberg-Schleusingen
- 1585: Pierre de Ronsard, französischer Dichter
- 1614: Bartosz Paprocki, polnischer und tschechischer Schriftsteller, Historiker, Übersetzer, Dichter und Heraldiker, Pionier der polnischen und tschechischen Genealogie
- 1633: Meletius Smotriscius, ruthenischer Gelehrter, Philologe, Theologe und Schriftsteller
- 1636: Iskandar Muda, Sultan von Aceh, indonesischer Nationalheld
- 1642: Hermann op den Graeff, führende Persönlichkeit der Krefelder Mennoniten
- 1654: Theodor Zwinger der Jüngere, Schweizer Pfarrer und Theologie-Professor
- 1663: Christina von Frankreich, Herzogin von Savoyen
- 1668: Franz Romanus deutscher Rechtswissenschaftler
- 1682: Konrad Schinkel, Lübecker Bürgermeister
- 1683: Maria Francisca Elisabeth von Savoyen, Königin von Portugal
- 1693: Joseph Adelmann, deutscher Jesuit und Hochschullehrer
- 1696: Johann Anton Kirchberger, Schultheiss von Bern
- 1696: Jacob Lüdecke, deutscher Jurist und Amtmann
- 1696: Ambrosius Rhodius, deutscher Astrologe und Mediziner
- 1701: Johann Wolfgang Textor der Ältere, deutscher Jurist und Archivar
- 1702: Jacob Arlet, böhmischer Zisterziensermönch
- 1704: Hans Albrecht von Barfus, kurbrandenburgisch-preußischer Generalfeldmarschall
- 1707: Jean Mabillon, französischer Benediktinermönch und Gelehrter, Begründer der Historischen Hilfswissenschaften
- 1713: Balthasar Adelmann, deutscher Jesuit und Lehrer
- 1717: Franz Karl von Kaunitz-Rietberg, Bischof von Laibach
- 1722: Anna Pogwisch, deutsche Adelige und Mäzenin
- 1737: Victor-Marie d’Estrées, Marschall, Vizeadmiral und Pair von Frankreich
- 1754: Charles Craven, britischer Gouverneur der Province of South Carolina
- 1756: Barbara Christine von Bernhold, hessische Reichsgräfin, Mätresse und Vertraute zweier Landgrafen
- 1756: Peter Karl Christoph von Keith, preußischer Militär, Leibpage von Friedrich dem Großen
- 1771: Henri de Pitot, französischer Wasserbauingenieur
- 1783: Karl Friedrich Paelike, deutscher Jurist und Hochschullehrer
- 1800: Hugh Blair, schottischer Geistlicher und Schriftsteller

### 19. Jahrhundert

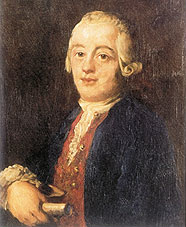
Johann Gottfried Brügelmann († 1802)

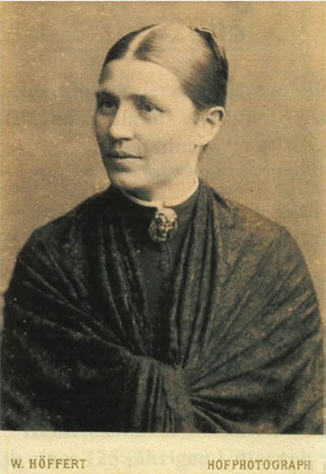
Agathe Zeis († 1887)

- 1802: Wilhelm Heinrich Bethmann, deutscher Orgelbauer
- 1802: Johann Gottfried Brügelmann, deutscher Textilunternehmer, Wegbereiter der Industriellen Revolution
- 1802: Johann Joachim Busch, deutscher Architekt und Bildhauer
- 1802: Jens Juel, dänischer Maler
- 1832: Emanuel von Schimonsky, Fürstbischof von Breslau
- 1836: Stephen F. Austin, Gründer der Republik Texas, Minister
- 1841: Joseph Leonhard Knoll, böhmischer Pädagoge
- 1842: Gottlieb Ludwig Heinrich von Gess, deutscher Oberamtmann
- 1849: Jacques-Laurent Agasse, Schweizer Tier- und Landschaftsmaler
- 1850: Giacinto Amati, italienischer Theologe
- 1860: Andreas Friedrich Bauer, deutscher Techniker und Unternehmer
- 1881: John J. Bagley, US-amerikanischer Politiker, Gouverneur von Michigan
- 1887ː Agathe Zeis, deutsche Käsespezialistin
- 1889: Eduard Bendemann, deutscher Maler
- 1890: Woldemar Frege, deutscher Jurist und Hochschullehrer
- 1890: Walter Grimshaw, britischer Autor von Schachproblemen
- 1891: Antonio Arenas, peruanischer Jurist und Politiker, Staatspräsident
- 1891: Amalia Lindegren, schwedische Genre-, Porträtmalerin und Mitglied der Königlich Schwedischen Kunstakademie
- 1897: King Bell, König des Duala-Volkes in Kamerun
- 1900: William George Armstrong, britischer Industrieller

### 20. Jahrhundert

#### 1901 bis 1950
- 1902: Otto Agricola, deutscher Politiker, Landrat, MdR
- 1902ː Agathe Plitt, deutsche Pianistin, Klavierlehrerin und Komponistin
- 1906: Gerhard Ahlhorn, deutscher Landwirt und Politiker, MdL, Landtagspräsident, MdR

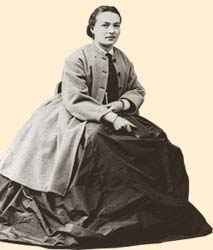
Marie-Louise Jaÿ († 1925)

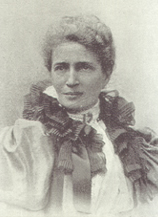
Anna Kuliscioff († 1925)

- 1912: Alvah Augustus Clark, US-amerikanischer Politiker
- 1913: Antonia Maria von Portugal, Infantin von Portugal
- 1914: Ottó Herman, ungarischer Naturforscher, Ethnologe und Politiker
- 1916: Nikolai Feopemptowitsch Solowjow, russischer Komponist und Musikpädagoge
- 1916: Hugo Süchting, deutscher Schachspieler
- 1918: Birt Acres, britischer Fotograf und Filmpionier
- 1918: Carl Schlechter, österreichischer Schachspieler
- 1923: Lluís Domènech i Montaner, katalanischer Architekt und Politiker
- 1924: William Archer, schottischer Theaterkritiker, Bühnendichter und Ibsen-Übersetzer
- 1924: Léon Bakst, russisch-französischer Maler, Bühnen- und Kostümbildner
- 1925ː Marie-Louise Jaÿ, französische Unternehmerin und Gründerin des Großwarenhauses La Samaritaine
- 1925ː Anna Kuliscioff, russische Revolutionärin
- 1925ː Adèle Sophia Cordelia Opzoomer, niederländische Schriftstellerin und Malerin
- 1931: Walter Courvoisier, Schweizer Komponist
- 1932: Arvid Järnefelt, finnischer Schriftsteller
- 1932: Sidonie Werner, deutsche Sozialpolitikerin und Frauenrechtlerin, Mitbegründerin des Jüdischen Frauenbundes
- 1936: Louis Aubert, Schweizer evangelischer Geistlicher und Hochschullehrer
- 1936: Mehmet Akif Ersoy, türkischer Dichter
- 1936: Heikki Suolahti, finnischer Komponist
- 1937: William Noble Andrews, US-amerikanischer Politiker, Mitglied des Repräsentantenhauses
- 1938: Arnold Spychiger, Schweizer Unternehmer und Politiker
- 1938: Émile Vandervelde, belgischer Politiker, Vorsitzender der Zweiten Internationale, Minister
- 1942: Reginald Blomfield, britischer Landschaftsarchitekt
- 1942: William G. Morgan, US-amerikanischer Verkäufer und Sportler, Erfinder des Volleyballs
- 1942: Julius Schoeps, deutscher Arzt, preußischer Gardeoffizier
- 1944: Amy Beach, US-amerikanische Komponistin und Pianistin
- 1944: Sára Salkaházi, ungarische katholische Ordensfrau und Märtyrerin
- 1945: Frieda Fischer-Wieruszowski, deutsche Stifterin, Museumsleiterin und Schriftstellerin
- 1945: Janko Jesenský, slowakischer Schriftsteller
- 1947ː Wiktorija Angelowa-Winarowa, bulgarische Architektin
- 1947: Friedrich Schwendimann, Schweizer römisch-katholischer Geistlicher und Kirchenhistoriker
- 1948: Arrigo Serato, italienischer Geiger und Musikpädagoge
- 1949: Ivie Anderson, US-amerikanische Jazzsängerin
- 1950: Max Beckmann, deutscher Maler

#### 1951 bis 2000
- 1952: Horst Caspar, deutscher Schauspieler
- 1952: Henri Winkelman, niederländischer General
- 1953: Józef Turczyński, polnischer Pianist und Musikpädagoge
- 1953: Julian Tuwim, polnischer Lyriker
- 1955: Kurt Agricola, deutscher Offizier

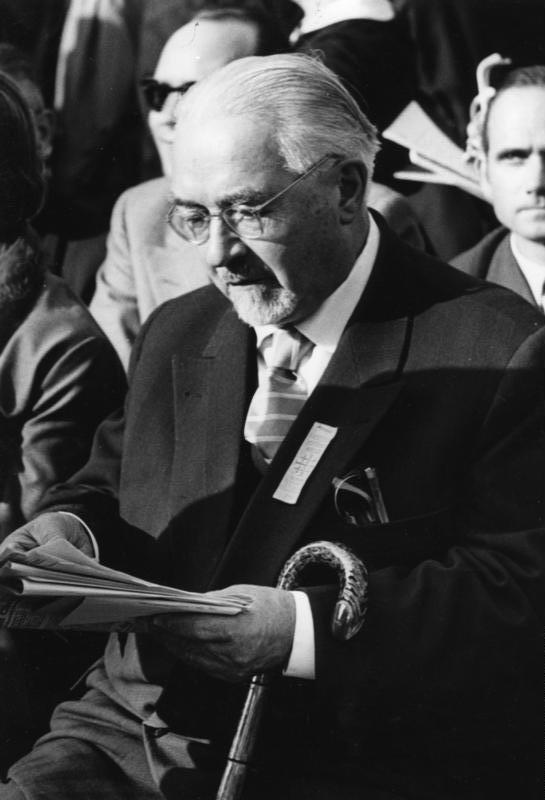
Otto Nuschke († 1957)

- 1957: Otto Nuschke, deutscher Politiker, Mitglied der Weimarer Nationalversammlung, MDL, stellvertretender Ministerpräsident der DDR
- 1957: Egon Ranshofen-Wertheimer, österreichisch-US-amerikanischer Diplomat, Journalist, Rechts- und Staatswissenschaftler
- 1958: Édouard Flament, französischer Komponist
- 1959: Dietrich Kralik, österreichischer Altgermanist
- 1963: Wildcat Wilson, US-amerikanischer American-Football-Spieler
- 1964: Pierre-Aurèle Asselin, kanadischer Sänger
- 1965: Edgar Ende, deutscher Maler
- 1966ː Wivi Lönn, finnische Architektin
- 1966: Herbert Otto Gille, deutscher General der SS und Waffen-SS
- 1969: Alexei Pawlowitsch Sokolski, sowjetischer Schachmeister
- 1972: Lester Pearson, kanadischer Politiker, Minister, Premierminister
- 1976: Karl Abenthum, deutscher Pfarrer und Päpstlicher Hausprälat
- 1976: Anders Ahlgren, schwedischer Ringer, Olympiamedaillengewinner, Weltmeister
- 1978: Houari Boumedienne, algerischer Politiker, Staatschef
- 1978: Bob Luman, US-amerikanischer Sänger
- 1979: Hafizullah Amin, afghanischer Politiker, Staatspräsident
- 1980: Fritz Schröder-Jahn, deutscher Schauspieler und Hörspielregisseur
- 1981: Hoagy Carmichael, US-amerikanischer Komponist
- 1982: Erwin Bootz, deutscher Pianist
- 1982: Constantin Regamey, polnisch-schweizer Indologe, Sprachwissenschaftler und Komponist
- 1982: Jack Swigert, US-amerikanischer Astronaut und Politiker, Mitglied des Repräsentantenhauses
- 1985: Ferhat Abbas, algerischer Freiheitskämpfer und Politiker, Staatsoberhaupt
- 1985: Dian Fossey, US-amerikanische Gorillaforscherin
- 1985: Hanns Koren, österreichischer Volkskundler und Politiker, Festivalgründer (steirischer herbst)
- 1985: Jean Rondeau, französischer Autorennfahrer und Konstrukteur

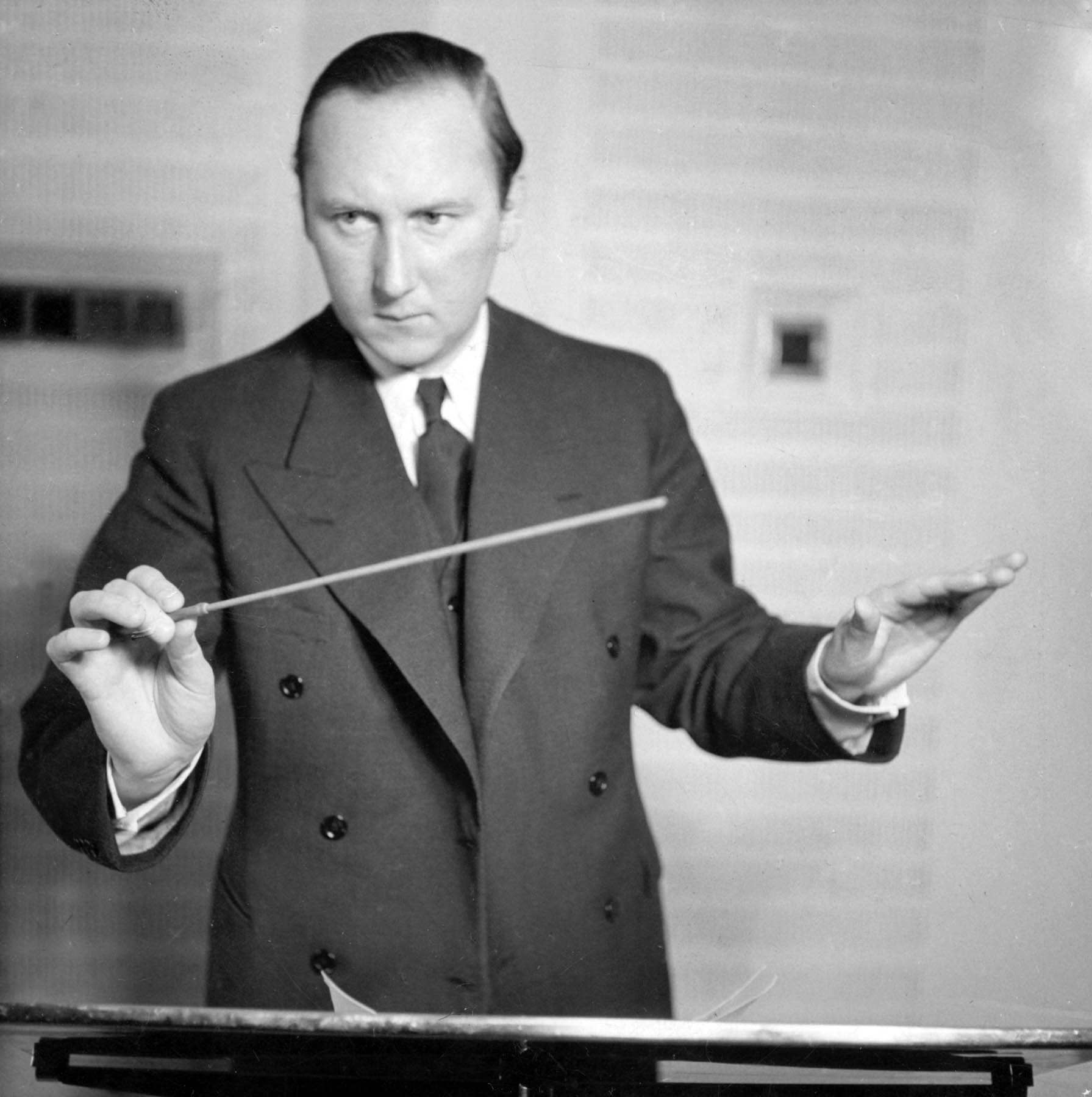
Lars-Erik Larsson († 1986)

- 1986: Lars-Erik Larsson, schwedischer Komponist und Dirigent
- 1986: Louis Van Lint, belgischer Maler
- 1987: Harry Buckwitz, deutscher Theaterregisseur
- 1987: Josef Grohé, deutscher Politiker, MdL, MdR, Gauleiter, Reichskommissar
- 1988: Hal Ashby, US-amerikanischer Regisseur
- 1988: Ida Busbridge, britische Mathematikerin
- 1988: Wilhelm Rettich, deutscher Komponist und Dirigent
- 1988: Christophe Senft, Schweizer evangelischer Geistlicher und Hochschullehrer
- 1989: Rodney Arismendi, uruguayischer Politiker und marxistischer Theoretiker
- 1989: Friedrich Kaufhold, Leiter der Berliner Feuerwehr
- 1990: Əbülfət Əliyev, aserbaidschanischer Mugham- und Opernsänger
- 1991: Louis Descartes, französischer Autorennfahrer und Rennstallbesitzer
- 1992: Kay Boyle, US-amerikanische Schriftstellerin und Journalistin
- 1992: Stephen Albert, US-amerikanischer Komponist
- 1993: Meliton Kantaria, georgischer Sowjet-Soldat
- 1993: André Pilette, belgischer Formel-1- und Sportwagenrennfahrer
- 1995: Ferdinand Auth, deutscher Politiker, MdL
- 1997: Hans Blickensdörfer, deutscher Sportjournalist und Schriftsteller
- 1997: Saïd Brahimi, algerisch-französischer Fußballspieler und -trainer
- 1998: Ricardo Tormo, spanischer Motorradrennfahrer
- 1999: Kurt Jaggberg, österreichischer Schauspieler, Drehbuchautor und Regisseur
- 2000: Erwin Ammann, deutscher Politiker, MdL
- 2000: Nikolai von Michalewsky (Mark Brandis), deutscher Schriftsteller

### 21. Jahrhundert
- 2002: Carla Henius, deutsche Mezzosopranistin
- 2002: George Roy Hill, US-amerikanischer Regisseur (Der Clou)
- 2002: Hans Joachim Stoebe, deutscher evangelischer Geistlicher und Hochschullehrer
- 2003: Alan Bates, britischer Schauspieler
- 2003: Heinz Kiessling, deutscher Musiker, Orchesterleiter, Komponist und Musikproduzent
- 2003: Vestal Goodman, US-amerikanische Gospel-Sängerin
- 2004: Hank Garland, US-amerikanischer Gitarrist
- 2005: Herbert Kautz, österreichischer Politiker, LAbg
- 2006: Pierre Delanoë, französischer Chansontexter
- 2006: Boris Guds, russischer Schriftsteller
- 2006: Dhora Leka, albanische Komponistin, Partisanin und politische Gefangene
- 2007: Ardyth Alton, US-amerikanische Cellistin und Musikpädagogin

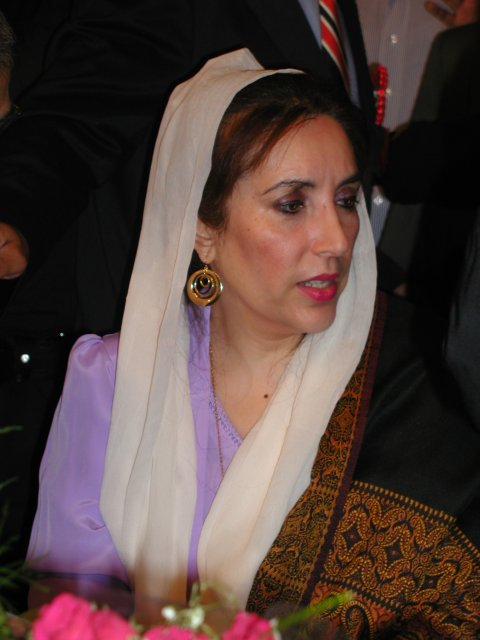
Benazir Bhutto († 2007)

- 2007: Benazir Bhutto, pakistanische Politikerin, als Premierministerin weltweit erste muslimische Regierungschefin
- 2008: Heinrich Pommerenke, deutscher Gewaltverbrecher und Serienmörder
- 2009: Isaak Schwarz, ukrainisch-russischer Komponist
- 2010: Walter Balmer, Schweizer Fußballspieler
- 2010: Peter Kreisky, österreichischer Sozialwissenschaftler
- 2010: Karen Meffert, Schweizer Radio- und Fernsehmoderatorin
- 2011: Michael Dummett, britischer Philosoph und Logiker
- 2011ː Anne Tyng, US-amerikanische Architektin
- 2012: Jesco von Puttkamer, deutsch-US-amerikanischer Raumfahrtingenieur und Publizist
- 2012: Norman Schwarzkopf junior, US-amerikanischer General
- 2014: Ron Henry, englischer Fußballspieler
- 2014: Tomaž Šalamun, slowenischer Dichter
- 2015: Stein Eriksen, norwegischer Skirennläufer
- 2015: François Gross, Schweizer Journalist
- 2015: Ellsworth Kelly, US-amerikanischer Maler und Bildhauer
- 2015: Haskell Wexler, US-amerikanischer Kameramann und Regisseur
- 2016: Carrie Fisher, US-amerikanische Schauspielerin und Autorin
- 2016: Claude Gensac, französische Schauspielerin
- 2016: Betty-Jean Hagen, kanadische Geigerin und Musikpädagogin
- 2016: Hans Tietmeyer, deutscher Volkswirt und Bundesbankpräsident
- 2017: Bernard Gordon Lennox, britischer Offizier
- 2017: Jürg Ramspeck, Schweizer Journalist
- 2018: Kuno Hämisegger, Schweizer Ökonom
- 2018: Hans A. Nikel, deutscher Verleger
- 2020: Maria Gąsienica Bukowa-Kowalska, polnische Skilangläuferin
- 2020: Marian Jochman, polnischer Leichtathlet
- 2021: Andreas Behm, deutscher Gewichtheber
- 2021: Norman Freeman, US-amerikanischer Regattasegler
- 2021: Hugo Maradona, argentinischer Fußballspieler
- 2022: Tim Grönlund, finnischer Kanute
- 2022: Imre Szöllősi, ungarischer Kanute
- 2023: Jacques Delors, französischer Politiker
- 2023: Gaston Glock, österreichischer Unternehmer
- 2023: Johannes Honsell, deutsch-österreichischer Filmemacher, Miterfinder der Kindersendung Checker Tobi

## Feier- und Gedenktage
- Kirchliche Gedenktage
  - Hl. Johannes, Evangelist, traditionell gleichgesetzt mit dem gleichnamigen Apostel (evangelisch, katholisch)

Weitere Einträge enthält die Liste von Gedenk- und Aktionstagen.